# Diplomatski rang
Diplomatski rang ili preseans je stupanj profesionalnog i hijerarhijskog razvitka pojedinog diplomata u njegovoj diplomatskoj karijeri.
Ljestvica diplomatskih rangova od najnižeg do najvišeg izgleda ovako:
- ataše
- III. tajnik
- II. tajnik
- I. tajnik
- savjetnik
- ministar savjetnik
- opunomoćeni ministar
- veleposlanik

Rang veleposlanika je najviši mogući rang u diplomatskoj karijeri. U pravilu diplomati postupno napreduju u službi, ne preskačući rangove. Međutim, u mnogim zemljama postoji praksa da se u diplomatsku struku (i na visoke položaje, osobito veleposlaničke) primaju osobe koje nisu prošle cijelu ljestvicu u karijeri. Oni se nazivaju još i ugovornim diplomatima, za razliku od karijernih diplomata.